# Gullahs
Els Gullahs (/ˈɡʌləs/ o geechees) són negres estatunidencs que viuen a la regió de les terres baixes dels estats de Geòrgia, Florida, i Carolina del Sud, en ambdues la plana costera i a les Sea Islands. Els gullahs van desenvolupar una llengua criolla, la llengua Gullah i una cultura rica en influències africanes que els distingeix de la resta dels afroamericans estatunidencs.
Històricament, la regió Gullah s'estenia des de la zona dell Cape Fear a la costa de Carolina del Nord fins a la zona de Jacksonville a la costa de Florida. A l'actualitat, l'àrea gulla es limita a la zona de les terres baixes de Geòrgia i de Carolina del Sud. Els gullahs i la seva llengua també ha estat anomenats Geechees, que podria derivar del riu Ogeechee, que és proper a Savannah, Geòrgia. Gullah és un terme que al principi s'utilitzava per designar el dialecte crioll de l'anglès parlat pels Gullahs i Geechees. Els seus parlants han acabat utilitzant aquest terme per a referir-se tant a la seva llengua com al seu grup humà. Els gullahs georgians es divideixen entre els «geechees d'aigua dolça» i els «geechees d'aigua salada», segons si viuen al continent o a les Illes Sea.
A causa d'un període d'aïllament relatiu dels blancs quan estaven treballant en grans plantacions grans de zones rurals, el africans, que pertanyien a diversos grups ètnics d'Àfrica Occidental i Central, van desenvolupar una cultura criolla que va preservar herències importants de les llengües africanes i herències culturals de diversos grups humans; a m ésa més, van absorbir noves influències de la regió a la que foren portats. Els gullahs parlen una llengua criolla de l'anglès que està influenciada per llengües africanes a la gramàtica i les estructures de les frases. A vegades anomenada "crioll de Sea Island", la llengua gullah està íntimament relacionada amb el crioll bahamià. També està relacionat amb el crioll barbadià, el criol guyanès, el crioll belizeny, el crioll jamaicà i el Krio d'Àfrica Occidental. L'artesania, les tradicions agrícoles i de pesca, els contes tradicionals, la música, la cuina basada en l'arròs i les tradicions dels griots presenten fortes influència de les cultures d'Àfrica Occidental i Central.

## Música
- «Gullah» És la tercera cançó de l'àlbum de Cluch Robot Hive/Èxode (2005).
- «Kum Bah Yah» És una cançó d'origen gullah, ja que és una frase gullah
- La cançó folk «Michael Row the Boat Ashore» (o «Michael Row Your Boat Ashore») prové de la cultura gullah
- El grup musical Ranky Tanky fa arranjaments moderns de la música tradicional gullah.